# Ябълково семе (манга)
„Ябълково семе“ (на японски: アップルシ－ド) е научнофантастична манга, създадена от Масамуне Широу. Поредицата проследява приключенията на двама члена на ESWAT Дюнън Кнут и Брариъс Хекатонхейри в Олимпус.
Подобни на останалите работи на Масамуне и Appleseed смесва жанровете киберпънк и мека, с голяма доза политика, философия и социология.
Манга поредицата излиза в 4 тома, публикувани между 1985 и 1989 г. На тях се базират три видео игри, една ОВА и един филм. Предстои излизането на втори филм, продължение на първият.

## Сюжет
Действието в мангата се развива в 22 век след Трета световна война погубила голяма част от населението на Земята. Докато страни като Великобритания, Франция и Китай се нагаждат трудно към новата обстановка, то международни организации като „Sacred Republique of Mumna“ и „Poseidon“ остановяват контрол впоследствие.
Главни герои са Дюнън Кнут и Брариъс Хекатонхейри, които са бивши членове на SWAT. Те са открити в опустошен град от престижната организация ESWAT (Extra Special Weapons And Tactics) служеща в утопичния град Утопия, най-мощният град от новото време.
Поредицата проследява борбата на двамата герои за опазване на новия им дом с враговете, които го застрашават независимо да ли са чужди или вътрешни.
За да управлява един оператор лендмейт е нужно той да е в кабината му откъдето го направлява.

## Публикация

### На японски език
Първоначално публикувана в Япония през 1985 г. Книга Първа: Appleseed: The Promethean Challenge излиза направо като една книга вместо на части като поредица. Това е рядко срещано на японския манга пазар. Следва публикуването на Книга Втора: Appleseed: Prometheus Unbound, Книга Трета: Appleseed: The Scales of Prometheus през 1987 и последната Книга Четвърта: Appleseed: The Promethean Balance излиза през 1989.
През 1990 Широу издава Appleseed Databook. Това издание показва един по-детайлен поглед върху историята, хората и технологиите в Appleseed. Книгата съдържа кратка история „Called Game“.
Appleseed Hypernotes излиза като поредица в Comic Gaia, последвано от сборен том. Hypernotes съдържа история в четири глави последвана от информация за света, механиката и екипировката подобно на Appleseed Databook.

### На английски език
Dark Horse Comics издават преведената на английски манга от 1988 до 1992 г.
Appleseed ID (ID съкращение от Илюстрация (Illustration) и Информация (Data)) излиза на 11 юли 2007, като тя замества Appleseed Databook и също съдържа кратката история „Called Game“.

## Адаптации
- Манагата на Широу е вдъхновение за Appleseed (ОВА), излязала 1988 г. режисиран от Казуйоши Катаяма, а и за компютърно създаденият филм Appleseed (филм) от 2004 г. режисиран от Шинджи Арамаки.
- Арамаки заедно с Джон Ву готвят продължение на филма с името Appleseed EX Machina заплануван да излезе на 20 октомври 2007 в Япония.
- Видеоигра с името Appleseed EX, която е свързана с бъдещия филм излезе за платформата PlayStation 2 на 15 февруари 2007 г.